# Graniczna Placówka Kontrolna Bobolin
Graniczna Placówka Kontrolna Bobolin – zlikwidowany pododdział Wojsk Ochrony Pogranicza wykonujący kontrolę graniczną osób, towarów i środków transportu bezpośrednio w przejściu granicznym na granicy z Niemiecką Republiką Demokratyczną.

## Formowanie i zmiany organizacyjne
Graniczna Placówka Kontrolna Rosówek została sformowana w marcu 1953 w strukturach 12 Brygady WOP w Szczecinie. Funkcjonowała do 1962, kiedy to została rozformowana w strukturach 12 Pomorskiej Brygady WOP.

## Ochrona granicy

### Podległe przejście graniczne
- Bobolin (towarowe)[2].

## Dowódcy GPK
- por. Zbigniew Niedzielski (1953–1956)[3].